# Australotaenia hylae
Espèce
Synonymes
- Ophiotaenia hylae Johnston, 1912 (protonyme)
- Batrachotaenia hylae (Johnston, 1912)

Australotaenia hylae est une espèce de cestodes de la famille des Proteocephalidae.

## Hôtes
Australotaenia hylae est uniquement connu de la rainette Dryopsophus aureus en Australie, menacée d'extinction.

## Taxinomie
L'espèce est décrite en 1912 par le parasitologiste australien Thomas Harvey Johnston sous le protonyme Ophiotaenia hylae, d'après un matériel trouvé chez la rainette Dryopsophus aureus dans les environs de Sydney. En 1917, E. Rudin place l'espèce dans le genre Batrachotaenia. En 2010, Sophie et Alain de Chambrier la placent dans un nouveau genre, Australotaenia.
En 1982, Stephen Prudhoe et Rod Bray utilisent la combinaison Proteocephalus hylae pour désigner un cestode trouvé chez Dryopsophus moorei. Alain de Chambrier mentionne en 2004 qu'il s'agit d'une espèce distincte d'Australotaenia hylae, qui est décrite en 2010 sous le nom d'Australotaenia grobeli.